# طاش ما طاش 5 (مسلسل)
طاش ما طاش 5، مسلسل كوميدي سعودي من إنتاج التلفزيون السعودي وتم بثه في شهر رمضان لعام 1418 هـ الواقع في التاريخ الميلادي 30 ديسمبر 1997، بمثابة الجزء الخامس من مسلسل طاش ما طاش الذي يعتبر من أشهر المسلسلات السعودية.

## الممثلون
- عبد الله السدحان
- ناصر القصبي
- محمد العيسى
- مريم الغامدي
- زينب العسكري
- فهد الحيان
- وليد الحليله
- محمد الكنهل
- شيرين خطاب
- عبد الله السناني
- عبد العزيز الحماد
- يوسف الجراح
- محمد التكروني
- راشد الشمراني
- تركي السدحان
- محمد السدحان
- سلطان العنزي
- نواف السدحان
- راكان السدحان

تأليف عبد الله السدحان و ناصر القصبي وإخراج عبد الخالق الغانم.

## وصلات خارجية
- صفحة المسلسل على موقع السينما